# Flânerie sous les pins
Flânerie sous les pins est un tableau réalisé par le peintre français Jean Puy en 1905. Cette huile sur toile fauve représente plusieurs personnes se prélassant sous des arbres en bord de mer. Présentée au Salon d'Automne de 1905, elle est conservée au musée Paul-Dini, à Villefranche-sur-Saône.

## Expositions
- Salon d'Automne de 1905, Grand Palais, Paris, 1905.